# 突撃 (1957年の映画)

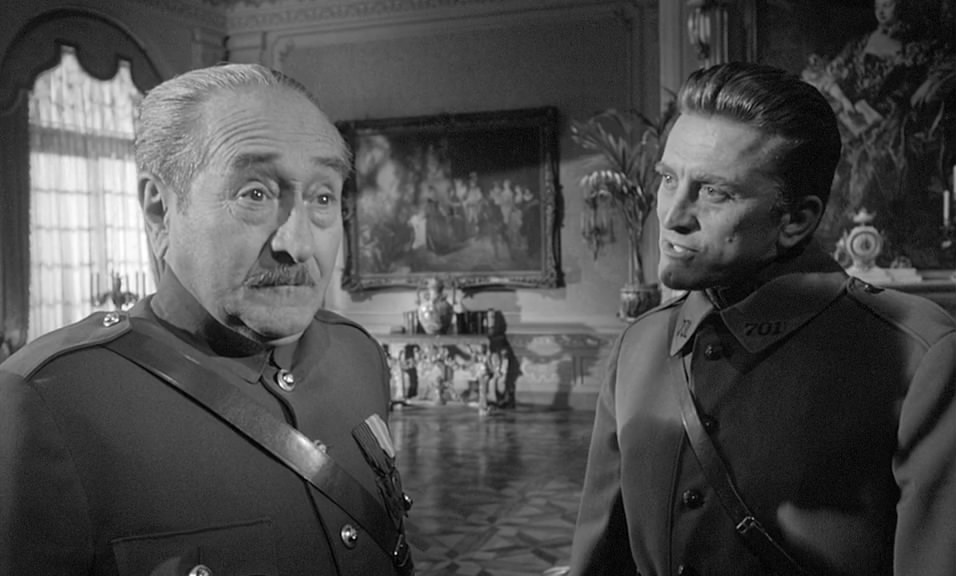
アドルフ・マンジュウ(左)とカーク・ダグラス

『突撃』（とつげき、Paths of Glory）は、1957年のアメリカ映画。第一次世界大戦のフランス軍を舞台にした物語である。のちにキューブリックの妻となるクリスティアーヌ・ハーランが出演している。
1992年、本作は「文化的、歴史的、または美学的に重要である」として、米国議会図書館によってアメリカ国立フィルム登録簿に保存された。

## あらすじ
第一次世界大戦中のとある戦線。フランス軍のブルラール大将はドイツ軍の堅牢な陣地、俗称『アリ塚』を陥落させようと画策し、ミロー大将の師団に攻撃を命令する。一方、ミロー大将の部下であるダックス大佐は、兵士たちは疲れており士気も低く、攻撃は無謀でいたずらに戦死者を出すだけだと抗議するが、命令は覆らなかった。
作戦が開始されると、ダックス大佐はピストルを持って自分の連隊の先頭に立ち、兵士とともに戦うが苛烈な砲撃と機銃掃射で連隊は前進を阻まれる。そのような状況で、ミロー大将から突撃命令が出される。しかし、鉄の嵐が吹き荒れる中、命令は実行できなかった。
突撃を実行しなかったとして、ダックス大佐の連隊は命令不服従の嫌疑をかけられる。そして、ミロー大将はダックス大佐に対し、命令不服従の代表として兵士を三人選ぶように命令する。兵士を形ばかりの軍法会議にかけ、見せしめとして銃殺するためだと理解したダックス大佐は、元弁護士という経歴もあり、軍法会議で果敢に上層部に立ち向かう。しかし、軍隊という組織は非情にも訴えを退け、不幸な兵士三人に銃殺刑を言い渡した。

## キャスト
| 役名           | 俳優                       | 日本語吹替                                                          |
| 役名           | 俳優                       | NETテレビ版                                                         |
| -------------- | -------------------------- | ------------------------------------------------------------------- |
| ダックス大佐   | カーク・ダグラス           | 宮部昭夫                                                            |
| パリス伍長     | ラルフ・ミーカー           | 羽佐間道夫                                                          |
| ブルラール大将 | アドルフ・マンジュウ       | 島宇志夫                                                            |
| ミロー大将     | ジョージ・マクレディ       | 大木民夫                                                            |
| ロジェ中尉     | ウェイン・モリス           | 相模武                                                              |
| ドイツ人歌手   | クリスティアーヌ・ハーラン | （原音）                                                            |
| 不明 その他    |                            | 村瀬正彦 清川元夢 勝田久 緑川稔 北村弘一 田中康郎 石森達幸 仲木隆司 |
|                |                            |                                                                     |
| 演出           | 演出                       | 春日正伸                                                            |
| 翻訳           | 翻訳                       | 進藤光太                                                            |
| 効果           |                            |                                                                     |
| 調整           |                            |                                                                     |
| 制作           | 制作                       | 東北新社                                                            |
| 解説           |                            |                                                                     |
| 初回放送       | 初回放送                   | 1968年1月15日 『月曜ロードショー』 19:30-20:55                      |

- 日本語吹替はBD収録[2]
- 字幕翻訳：秋野良介

## 逸話
主演のカーク・ダグラスは、自伝『クズ屋の息子』によればキューブリックの上梓した脚本に惚れ込んで主演を快諾したという。しかし本番近くに渡された台本は、キューブリック曰く「客のウケを狙って」の安易な登場人物の妥協を描くラストに改稿されていた。
激昂したダグラスは脚本を元に戻させ、無事完成に漕ぎ着けたものの、ふたりの不仲はその後も続いたとのことである。